# Сирикли (Ибресинский район)
Си́рикли (чув. Ҫирӗклӗ) — деревня в Ибресинском районе Чувашской Республики. Входит в состав Новочурашевского сельского поселения.

## География
Находится в центральной части Чувашии на расстоянии приблизительно 13 км на восток-северо-восток по прямой от районного центра посёлка Ибреси.

## История
В документах 1580-х годов река Хома называлась «Камой». Она имела приток речки Ерыкла, на которой располагалась деревня Починок Ерыкла. К этому времени в восьми дворах проживали немецкие и литовские полоняники. Пленные поселенцы, возможно, были пригнаны сюда Тугушем во время Ливонской войны 1558–1583 годов. Они на «Каме поле» обрабатывали более 95,8 га пашни, заготавливали сена на площади 77,3 га (на 690 копен).
В 1795 году — 25 дворов, в 1858 околоток села Новое Чурашево (тогда деревня Чурашево), в 1897 году 482 жителя, в 1926 году — 125 дворов, 677 жителей, в 1939 году — 672 жителя, в 1979 году — 404. В 2002 году — 120 дворов, в 2010 — 88 домохозяйств. 
В период коллективизации работал колхоз «Красный Партизан», в 2010 все тот же колхоз.

## Население
Постоянное население составляло 279 человек (чуваши 97 %) в 2002 году, 243 в 2010.